# Sociedade Boca Júnior FC
Sociedade Boca Júnior FC is een Braziliaanse voetbalclub uit Estância in de staat Sergipe.

## Geschiedenis
De club werd opgericht in 1993 in Cristinápolis en werd vernoemd naar de Argentijnse topclub Boca Juniors en heeft ook dezelfde clubkleuren. In 2004 werd de club kampioen van de Série A2 en promoveerde zo naar de hoogste klasse van het Campeonato Sergipano. Na een vijfde plaats in het eerste seizoen volgde het jaar erop een degradatie. In de Série A2 werd opnieuw de titel bereikt, maar de terugkeer in de hoogste klasse werd geen succes en Boca degradeerde opnieuw. In 2011 verhuisde de club naar Estância.
Na vier seizoenen in de tweede klasse keerde de club terug, maar kon ook nu het behoud niet verzekeren. In 2015 speelde Boca weer in de hoogste klasse en kon nu wel boven de degradatiezone blijven. In 2016 eindigde de club zelfs vierde.